# Robert Cushman Murphy
Robert Cushman Murphy (Brooklyn, 29 de Abril de 1887 — 20 de Março de 1973) foi um ornitologista e antigo curador da Colecção Lamont de aves no American Museum of Natural History. 